# Il Cortegiano

Raffaello Sanzio, Ritratto di Baldassarre Castiglione, 1514-1515.

Il Cortegiano o, più propriamente, Il libro del Cortegiano, è un trattato scritto da Baldassarre Castiglione tra il 1513 e il 1524, sottoposto a correzioni e pubblicato definitivamente nel 1528, poco prima della sua morte. Baldassarre trasse l'ispirazione per il Cortigiano dalla sua esperienza come cortigiano della duchessa vergine Elisabetta Gonzaga alla corte di Urbino.
L'opera si presenta come un dialogo in quattro libri e descrive usi e costumi ideali del perfetto cortigiano. Il terzo trattato parla delle regole per diventare una signora perfetta, mentre i rimanenti si occupano di come si diventa un vero cortigiano. Castiglione dedicò inizialmente Il Cortegiano ad Alfonso Ariosto ma, poco prima della stampa, aggiunse una dedica a Miguel da Silva.

## Descrizione dell'opera
Il libro del Cortegiano si presenta suddiviso in quattro diversi libri, ognuno imperniato su un argomento differente, ma sempre in linea con la tematica generale della “costruzione” del perfetto uomo di palazzo. In particolare, le tematiche trattate all’interno dei libri possono essere così sintetizzate:
- Nel libro I si affronta il tema principale dell’opera, ovvero le principali caratteristiche che un cortigiano debba avere. Tratta della nobiltà, della guerra, del rapporto tra umo d'armi e uomo di lettere, del buon uso del linguaggio[1], dei rapporti tra pittura e scultura, due discipline che, insieme con la letteratura, il perfetto cortigiano deve conoscere;

- Nel libro II è trattato il tema dell’utilizzo delle competenze acquisite dal cortigiano, dagli esercizi cavallereschi al vestirsi con proprietà, dalle amicizie da coltivare all'eccellere nei giochi a corte fino alla conversazione, con un ampio excursus sulle facezie, prestando particolare attenzione a quali tipi si addicano a un buon cortigiano e quali siano invece da evitare;

- Il libro III può dirsi come una sorta di variazione sul tema: la discussione, infatti, si sposta dal cortigiano alla donna di palazzo, a quali siano le qualità che più le si addicano, quali la conoscenza di arte, letteratura, musica e danza. Castiglione si sofferma anche sulla dignità della donna di palazzo e sul suo ruolo all'interno della corte;

- Nel libro IV si offre una trattazione dell’amore, sui tipi di desiderio che possono manifestarsi, sensuale, razionale, intellettuale, e quale sia più adatto al cortigiano.[2] L'autore tratta anche dei rapporti tra il cortigiano e il suo signore, di come debba essere il rapporto fra i due e di come il cortigiano possa efficacemente consigliare il suo signore.

All'inizio dell'opera si trova una lettera dedicatoria al vescovo di  Miguel da Silva, nella quale il Castiglione mette in luce le motivazioni dell'opera e giustifica alcune delle scelte fatte al suo interno, in particolare quella di usare la lingua da lui correntemente parlata e non il dialetto toscano, scelta che da tempo molti supportavano, in particolare dopo la pubblicazione de Le Prose della volgar lingua ad opera di Pietro Bembo nel 1525.

## La censura delCortegiano
Nel 1583 Antonio Ciccarelli espurgò Il Cortegiano eliminando i personaggi ecclesiastici (il vescovo di Potenza diventò podestà), le espressioni cattoliche (Guardate bel becco! pare un san Paolo diventò Guardate bel becco! pare un Dante), vennero eliminati passi come questi:
(Il Cortegiano, II, LXXVI)
(Ibidem, II, XLVIII)
(Ibidem, II, LXXII)

## Successo dell'opera
Il libro fu un successo immediato e fu uno dei libri più venduti nel sedicesimo secolo. Durante la sua visita in Italia Francesco I di Francia lo lesse e ne fu così impressionato da farlo tradurre in francese. Ne fece fare varie copie, che distribuì tra i suoi cortigiani. Pensava che il libro dipingesse il suo modello ideale di corte reale, lo stesso cui cercò di arrivare per la sua.
Al giorno d'oggi ll Cortegiano rimane un ritratto della vita di corte rinascimentale. Per questo aspetto è una delle opere più importanti del Rinascimento, tanto che - condividendo l'intuizione di Raffaello Ramat - Antonio Gramsci, nei Quaderni dal carcere, sosteneva che "per intendere il Rinascimento è più importante Il Cortegiano di Baldassarre Castiglione de L'Orlando furioso".

## Edizioni moderne
- Il Cortegiano con una scelta delle Opere minori, a cura di Bruno Maier, Collezione Classici Italiani n.31, Torino, UTET, 1955-1981,  p. 732, ISBN 978-88-02-03655-7.
- Il Cortegiano, a cura di Giulio Preti, Collana i millenni, Torino, Einaudi, 1960.
- Il libro del Cortegiano, presentazione di Ettore Bonora, commento di P. Zoccola, Collana GUM nuova serie n.15, Milano, Mursia, 1972,  p. 360, ISBN 88-425-1025-4.
- Il Libro del Cortegiano, introduzione di Amedeo Quondam, a cura di N. Longo, Collana I Grandi Libri n.260, Milano, Garzanti, 1981-2007, ISBN 978-88-11-36260-9.
- Il libro del Cortegiano, A cura di Giulio Carnazzi. Introduzione di Salvatore Battaglia, Collana I Classici n.611, Milano, BUR, 1987, ISBN 978-88-17-16611-9.
- Il Cortigiano, traduzione in italiano moderno di Carmen Covito e Aldo Busi, Milano, Rizzoli, 1993, ISBN 88-17-11046-9.
- Il Cortigiano, a cura di Amedeo Quondam, Collana Oscar Classici n.586, Milano, Mondadori, 2002, ISBN 978-88-04-49548-2.
- Libro del Cortegiano, a cura di Walter Barberis, Biblioteca Einaudi, Torino, Einaudi, 1998, ISBN 88-06-13205-9 (seconda edizione con nuova introduzione, Einaudi, 2017, ISBN 978-88-06-23472-0)